# 菊水山
菊水山（きくすいやま）は、兵庫県神戸市北区に位置する山。瀬戸内海国立公園の区域に指定されている六甲山地に属する。ふるさと兵庫100山に選定。

## 登山
菊水山は、六甲全山縦走路のルート上にあり、
鵯越駅から隣の鍋蓋山への登山道が整備されている。
また、鈴蘭台方面からの登山道も整備されており、NTT菊水無線中継所の管理道路と交差しながら登山道が続いている。
各ルートの所要時間は下記の通り。
- 鵯越駅-六甲全山縦走路-山頂 約50分
- 鈴蘭台車両基地-山頂 約30分

## 歴史
大楠公殉節600年祭が1935年（昭和10年）に行われた際、楠木氏の家紋であった菊水を山の中腹に若松で作ったことからこの名がついた。

## 植生
山麓は照葉樹林、中腹はアカマツ・コナラ林、山頂はネザサの草原である。

## 周辺施設
- 菊水山駅 - かつて神戸電鉄にあった秘境駅
- 石井ダム
- 菊水ゴルフクラブ - 1968年に同地にあったゴルフクラブを引き継いで開業[2]。2018年の西日本豪雨では土砂崩れなどがありショートコースが閉鎖された[2]。